# Hanglamp

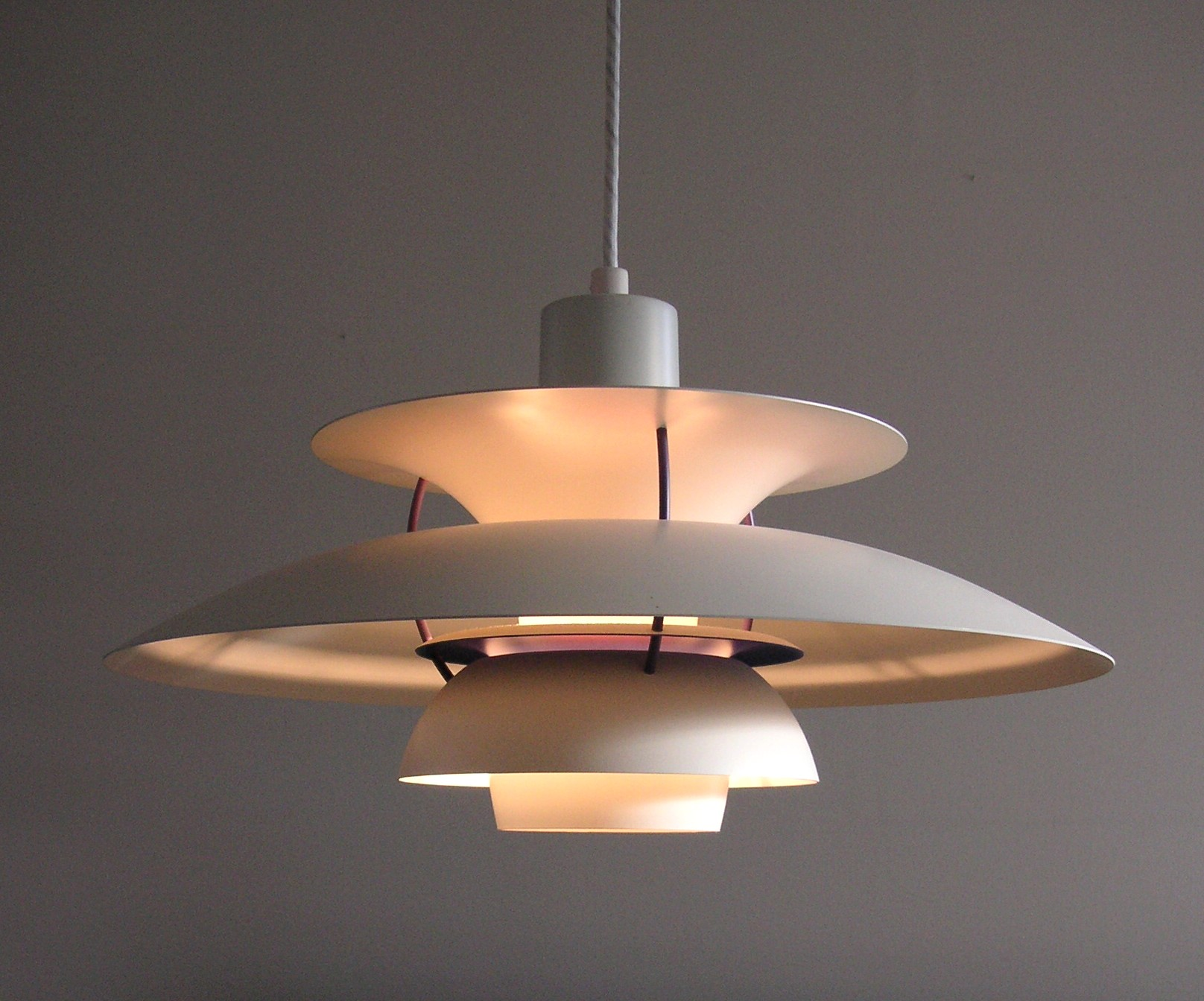
hanglamp van Poul Henningsen uit 1927

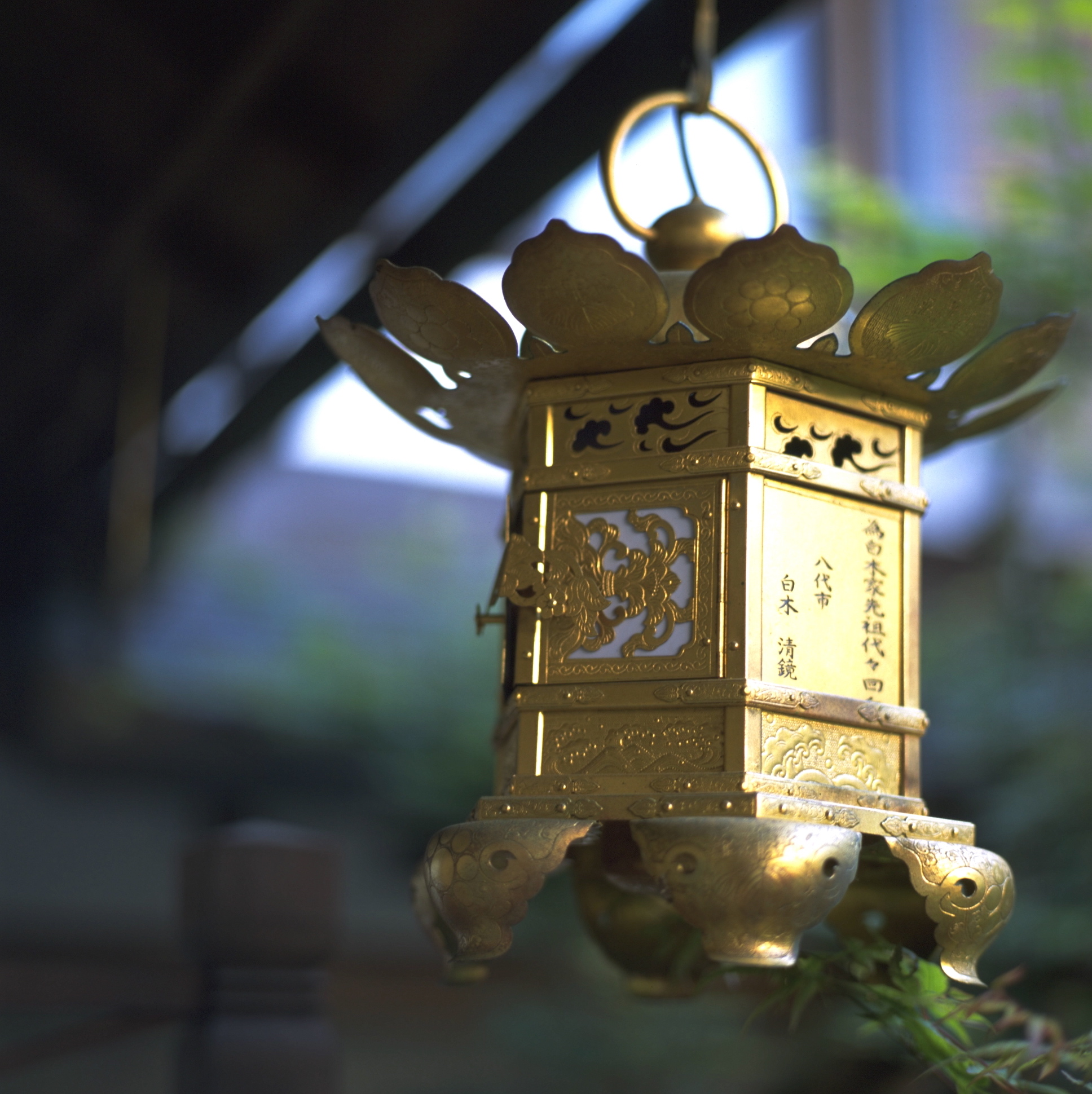
Een hangende lantaarn als votief.

Een hanglamp is een lamp die doorgaans aan het plafond hangt. Een hanglamp kan los worden opgehangen, maar ook als onderdeel van een reeks, en is meestal voorzien van een koord, ketting of metalen staaf.

## Gebruik
Hanglampen worden gebruikt om ruimten te verlichten, maar ook om bepaalde gebieden extra te belichten en accentueren, bijvoorbeeld een kookeiland, eettafel, aanrecht of biljarttafel. De hoogte van de lamp is belangrijk, je moet er onderdoor kunnen kijken en ze mag niet hinderen. Hanglampen zijn vaak bedoeld als decoratief element en zijn beschikbaar in talloze uitvoeringen van klassiek tot modern

design. 
Een veelarmige hanglamp wordt kroonluchter genoemd. 